# 권영지
권영지(1985년 7월 19일 ~ )는 대한민국의 성우다. 2015년 EBS 24기 공채 성우로 데뷔하였다.

## 출연 작품

### 다큐 및 교양
- 문화유산 코리아 (EBS)
- 2015.06.01 ~ 2015.06.03 EBS 다큐프라임 <인간과 패션> - 시 낭독
- 2015.08.17 EBS 광복 70주년 특별기획 <한국교육 백년사> 1부 개화의 문을 열다
- 2015.08.19 EBS 광복 70주년 특별기획 <한국교육 백년사> 3부 학교, 희망을 쏘다
- 2015.11.22 EBS 세계의 눈 <드론의 시대>
- 2016.01.24 EBS 세계의 눈 <빛 공해의 위협>
- 2016.02.01 ~ 2016.02.03 EBS 다큐프라임 <행복한 건축>
- 2016.04.09 EBS 특별기획 <THE VOTE>
- 2016.05.02 EBS 특별기획 통찰 <고전, 인간을 말하다! 오디세이아 1부>
- 2016.05.04 EBS 특별기획 통찰 <고전, 인간을 말하다! 오디세이아 2부>

### 애니메이션
- 미라큘러스: 레이디버그와 블랙캣 (EBS) - 사브리나, 뷔스티에
- 정글에서 살아남기 - 마루의 어드벤처 (EBS) - 로키
- 플라워링 하트 (EBS) - 아리엄마, 방송, 여학생, 신인 가수</>시즌 3기에는 정혜원으로 교체</>, 뭉치 外
- 발명이 팡팡 (EBS)
- 사이틴 3 (EBS) - 수지, 여자아이
- 세계사 시간여행 (EBS) - 소녀, 귀부인 外
- 어휘랑! 교과서 한자어를 찾아라 (EBS) - 움직여요
- 슈퍼레이서 엔지 (SBS) - 마마, 크로미나
- 피피루 안전특공대
- 강철소방대 파이어로보
- 디즈니 극장판 애니메이션 - 어글리돌 - 트레이 외

### 방송
- 갤럭시 프로젝트 (EBS) - 내레이션, 화분캐릭터, 통역사 출연
- 생방송 톡!톡! 보니하니 (EBS) - 내레이션, 무니, 아이, 공주, 토끼, 거울마녀 外
- 토크쇼 - 부모 고수다 (EBS) - 내레이션, 협찬멘트 外
- 한글이 야호2 (EBS) - 미녀, 어머니, 아이, 타조, 소년, 하마 外
- 속담이 야호 (EBS)
- 수학이 야호 (EBS)

### 라디오
- EBS 라디오 북카페 (EBS)
- 음악이 흐르는 책방 홍대광입니다 (EBS)
- EBS 라디오 초급 중국어 (EBS)
- EBS 라디오 초중급 일본어 (EBS)
- 2015.04.13 ~ 2015.07.15 EBS 낭독B (EBS) 김동인 作 운현궁의 봄
- 2015.05.25 ~ 2015.06.13 EBS 낭독A (EBS) C.S 루이스 作 나니아 연대기 <마법사의 조카> - 하얀 마녀
- 2015.06.22 ~ 2015.07.11 EBS 낭독A (EBS) C.S 루이스 作 나니아 연대기 <사자와 마녀와 옷장> - 수잔, 얼음 여왕
- 2015.07.08 ~ 2015.07.10 EBS 낭독A (EBS) 코난도일 作 노란 얼굴
- 2015.07.11 ~ 2015.07.14 EBS 낭독A (EBS) 코난도일 作 너도밤나무집의 비밀
- 2015.07.13 ~ 2015.08.08 EBS 낭독A (EBS) 빅토르 위고 作 파리의 노트르담 - 에스메랄다 外
- 2015.07.15 ~ 2015.07.16 EBS 낭독A (EBS) 코난도일 作 사라진 신랑
- 2015.07.17 ~ 2015.07.20 EBS 낭독A (EBS) 코난도일 作 소포상자
- 2015.07.21 ~ 2015.08.01 EBS 낭독A (EBS) 아가사 크리스티 作 쥐덫
- 2015.08.03 ~ 2015.08.08 EBS 낭독A (EBS) 마샤노먼 作 잘자요, 엄마 - 엄마 델마
- 2015.08.17 ~ 2015.08.20 EBS 낭독A (EBS) 코난도일 作 위스터리아 별장의 모험
- 2015.08.21 ~ 2015.08.24 EBS 낭독A (EBS) 코난도일 作 금테안경의 비밀
- 2015.08.25 ~ 2015.08.28 EBS 낭독A (EBS) 코난도일 作 보헤미아의 왕비
- 2015.08.26 EBS 낭독B (EBS) 김동인 作 감자
- 2015.08.29 EBS 낭독A (EBS) 코난도일 作 사라진 기술자의 엄지손가락
- 2015.11.09 ~ 2015.11.12 EBS 낭독B (EBS) 김동인 作 어머니
- 2015.11.13 ~ 2015.11.17 EBS 낭독B (EBS) 현진건 作 희생화
- 2015.12.13 ~ 2016.02.13 EBS 낭독B (EBS) 심훈 作 상록수 - 채영신

### 오디오 드라마
- 그래도 되는家 - 최희성
- What does the fox say? - 은영
- 쿠베라 - 유타, 루체, 클로체
- 야해밤바다 - 중독 - 서성희, 재희엄마 외
- 야해밤바다 - 적해도 - 슈퍼댁, 신주아 외

### 게임
- 세븐나이츠 - 얼음여왕 라니아, 푸키, 엘링, 쥬피, 사라, 벨라, 클레오 外
- MMORPG 이카루스 - 가디언(여)
- MIRU 온라인 - 여자 NPC
- 오버히트 - 리토, 리아
- 데스티니 가디언즈
- 하스스톤 - A.F.kay, 대지조각가 이프 외
- 와우
- 오버워치 - 명대장
- 테라
- 블레이드앤소울
- 루티에크로니클
- 나이츠크로니클

### 광고 / 기타
- <머라이어캐리 내한공연> TV CF
- <뉴발란스> 트루발란스편 TV CF
- 게임 <라테일>, <텐비> TV CF
- 시원스쿨 기초시리즈 성우
- 신나는 어린이 중국어 시리즈 성우
- 대한항공 기내안내방송 녹음
- 2014 서울가요대상 시상식 성우
- 대성그룹 창립60주년 기념회 사회
- 르노삼성 SM5D 출시기념 기자간담회 현장 성우
- 보안업체 CAPS 음성녹음
- 지하철 발권기 음성녹음
- 한국광물자원공자 50주년 기념 영상 더빙
- 노컷TV 서울특별시 뉴스 더빙
- (R-cm) 산업은행, GS칼텍스, 파인드 잡, 한신대학교, 영진전문대학교, ECL - 영어캠

프 외
- 산업인력공단, 포스코, 11번가 셀러오피스외
- 2015, 2016 학교폭력 실태조사
- DINGO FRIENDS - 마이크, 바닐라, 덴버 목소리
- 굿네이버스 , 옥스팜, 밀알복지재단 홍보영상
- EBS 라디오 캠페인 < 인문독서아카데미>
- EBS 라디오 캠페인 <행복이란 무엇일까>
- EBS 라디오 캠페인 <세종학당재단>
- EBS FM 영어콘서트 - 안내
- 모닝스페셜 협찬멘트
- 詩콘서트 협찬멘트
- 딩동댕 유치원 협찬멘트
- EIDF 월드비전 특별야외상영 초청 이벤트 SPOT
- 2017 뷰티바이블(KBS drama)
- EIDF <어린이와 교육> 섹션 소개 SPOT
- EBS 추석특선영화 예고 SPOT
- EBS 가을 개편 프로그램 안내 SPOT
- EBS 성탄특선영화 예고 SPOT
- EBS 봄 개편 프로그램 안내 SPOT
- EBS FM 개편 프로그램 안내 SPOT

### 교재
- EBS 영어듣기평가
- 한국사검정시험
- 시원스쿨 기초시리즈 성우
- 신나는 어린이 중국어 시리즈 성우
- 미드로 배우는 영어회회 외
- EBS 수능특강 사회문화
- EBS 이다지의 한번 듣고 다섯 번 이해하는 한국사
- EBS 수능 비주얼 사탐, EBS 개념어 클립, EBS 용어특강 등
- EBS 필독 중학 사회 - 여성우
- EBS 라디오 초급 중국어
- EBS 라디오 초중급 일본어